# La Reine de Saba (film, 1913)
Pour les articles homonymes, voir La Reine de Saba.
Pour plus de détails, voir Fiche technique et Distribution.
La Reine de Saba est un film muet français réalisé par Henri Andréani et sorti en 1913.

## Fiche technique
- Titre : La Reine de Saba
- Réalisation : Henri Andréani
- Société de production et de distribution : Pathé Frères
- Pays d'origine : France
- Format : Noir et blanc — 35 mm — 1,33:1 —  Muet
- Métrage : 580 m
- Genre : Péplum
- Durée : 19 minutes 20
- Dates de sortie : 
  -  France : 21 février 1913 (Cinéma Omnia Pathé[1], 5 boulevard Montmartre, Paris[2])

## Distribution
- Gabrielle Robinne : Balqis, la reine de Saba
- René Alexandre : le roi Salomon
- Madeleine Roch